# نيسان 300 سي
نيسان 300 سي (بالإنجليزية: Nissan 300C)‏ هي سيارة من صناعة نيسان موتورز أنتجت في 1984م وتوقف إنتاجها في 1987م.